# São Sebastião da Feira
São Sebastião da Feira is een plaats (freguesia) in de Portugese gemeente Oliveira do Hospital en telt 229 inwoners (2001).